# Sean Olsson
Sean Nicholas Olsson (* 2. März 1967 in Beverley) ist ein ehemaliger britischer Bobfahrer.

## Leben
Sean Olsson diente von 1984 bis 2010 als Soldat im 1st Bataillon des Parachute Regiment der British Army. Über die Army fand Olsson zum Bobsport und konnte 1991 einen ersten Achtungserfolg feiern. Bei den Junioren-Weltmeisterschaften im italienischen Cortina d’Ampezzo gewann er sowohl im Zweier- als auch im Viererbob die Bronzemedaille.
Nachdem Nick Phipps nach den Olympischen Winterspielen in Albertville seine Karriere beendet hatte, wurde Olsson hinter Mark Tout die neue Nummer zwei im britischen Bobteam. Schon im Dezember 1992 konnte Olsson mit seinem Anschieber Eric Sekwalor im Zweierbob seine erste Podiumsplatzierung im Weltcup feiern. Das Olsson auch den Viererbob beherrschte, zeigte er bei der Europameisterschaft 1993 in St. Moritz, bei der er den 10. Platz belegte.
Bei der Europameisterschaft 1994 folgte ein achter Platz im Zweier- sowie ein neunter Platz im Viererbob. Wenige Wochen später nahm Olsson dann an den Olympischen Winterspielen in Lillehammer teil. Zusammen mit Paul Field wurde er Zehnter im Zweierbob-Wettkampf und erreichte mit Paul Field, John Herbert und Dean Ward Rang acht im Viererbob-Wettkampf. Im Weltcup 1993/94 erreichte Olsson mit Platz acht in der Viererbob-Gesamtwertung erstmals einen Platz in den Top Ten.
Als 1996 der Pilot des Bobs Großbritannien 1 Mark Tout positiv auf Anabole Steroide getestet wurde, formte sich um Olsson eine neue britische Mannschaft. Der neue Bob Großbritannien 1 mit: Sean Olsson, Dean Ward, Courtney Rumbolt und Lenny Paul belegte bei der Weltmeisterschaft 1997 den vierten Rang. Bei den Olympischen Winterspielen 1998 in Nagano reichte es für Olsson und Paul im Zweierbob-Wettkampf zunächst nur für Rang 15. Im Viererbob-Wettkampf hingegen konnte Olsson mit seiner Crew die Bronzemedaille gewinnen. Neben Rumbolt und Ward gehörte Paul Attwood, der Lenny Paul ersetzte, zu Olssons Anschiebern. Die Bronzemedaille war zugleich die erste olympische Medaille eines britischen Bobs seit 1964. Als Anerkennung für diesen Erfolg wurde Olsson bei der Abschlussfeier als Fahnenträger der britischen Mannschaft auserwählt.
Nach seiner Karriere war er als Trainer beim britischen Verband tätig.